# Zvonimir Vukelić
Zvonimir Vukelić (Senj, 14. kolovoza 1876. – Zagreb, 18. ožujka 1947.) je bio hrvatski književnik, novinar, kazališni kritičar i humorist. Pisao je feljtone, humoreske, kozerije i satiru.
Rodom je iz plemićke obitelji Vukelića, ličkih Bunjevaca. Pohađao je Klasičnu gimnaziju u Zagrebu koju je završio 1895. godine. Studirao je pravo. Bio je dio skupine koja je spalila mađarsku zastavu u Zagrebu na prosvjedima 16. listopada 1895. godine.
Radio je u nekoliko novina. Od 1899. je novinarom Hrvatskoga prava. Od 1906. sve do 1910. je bio izdavač i urednik Hrvatske smotre. Bio je i politički angažiran. Pripadao je Čistoj stranci prava, kojoj je sve do 1918. bio tajnik, a kasnije, od prosinca 1918. sve do 6. siječnja 1929., Hrvatskoj stranci prava. Za vrijeme NDH je pisao za Hrvatski narod. Preživio je čistke 1945., no nije smio više raditi u novinama.
Umro je 1947. godine.